# Moenchia
Moenchia es un género de plantas con flores de la familia Caryophyllaceae con especies de árboles nativos de la región del Mediterráneo o sudeste de Europa y naturalizado en Sudáfrica y parte de Norteamérica y Australia. Comprende 12 especies descritas y   de estas, solo 3 aceptadas.

## Descripción
Son plantas herbáceas caducas con finas raíces y delgados tallos que son ascendentes. Las flores se encuentran en una o tres inflorescencias terminales al final del tallo.

## Taxonomía
El género fue descrito por Jakob Friedrich Ehrhart y publicado en Neues Magazin fur Aerzte 5: 203. 1783.  La especie tipo es: Moenchia quaternella Ehrh.
Etimología
Moenchia: nombre genérico que fue otorgado en honor del botánico Conrad Moench.

## Especies aceptadas
A continuación se brinda un listado de las especies del género Moenchia aceptadas hasta octubre de 2013, ordenadas alfabéticamente. Para cada una se indica el nombre binomial seguido del autor, abreviado según las convenciones y usos.
- Moenchia erecta (L.) P. Gaertner
- Moenchia graeca (Boiss) Heldr.
- Moenchia mantica (L.) Bartl.